# Công việc tình dục
Công việc tình dục là "trao đổi dịch vụ tình dục, biểu diễn hoặc sản phẩm để bồi thường vật chất. Nó bao gồm các hoạt động tiếp xúc trực tiếp giữa người mua và người bán cũng như kích thích tình dục gián tiếp". Thuật ngữ nhấn mạnh ý nghĩa lao động và kinh tế của loại công việc này. Hơn nữa, một số người thích sử dụng thuật ngữ này vì nó dường như cấp thêm đại lý cho người bán các dịch vụ này. 

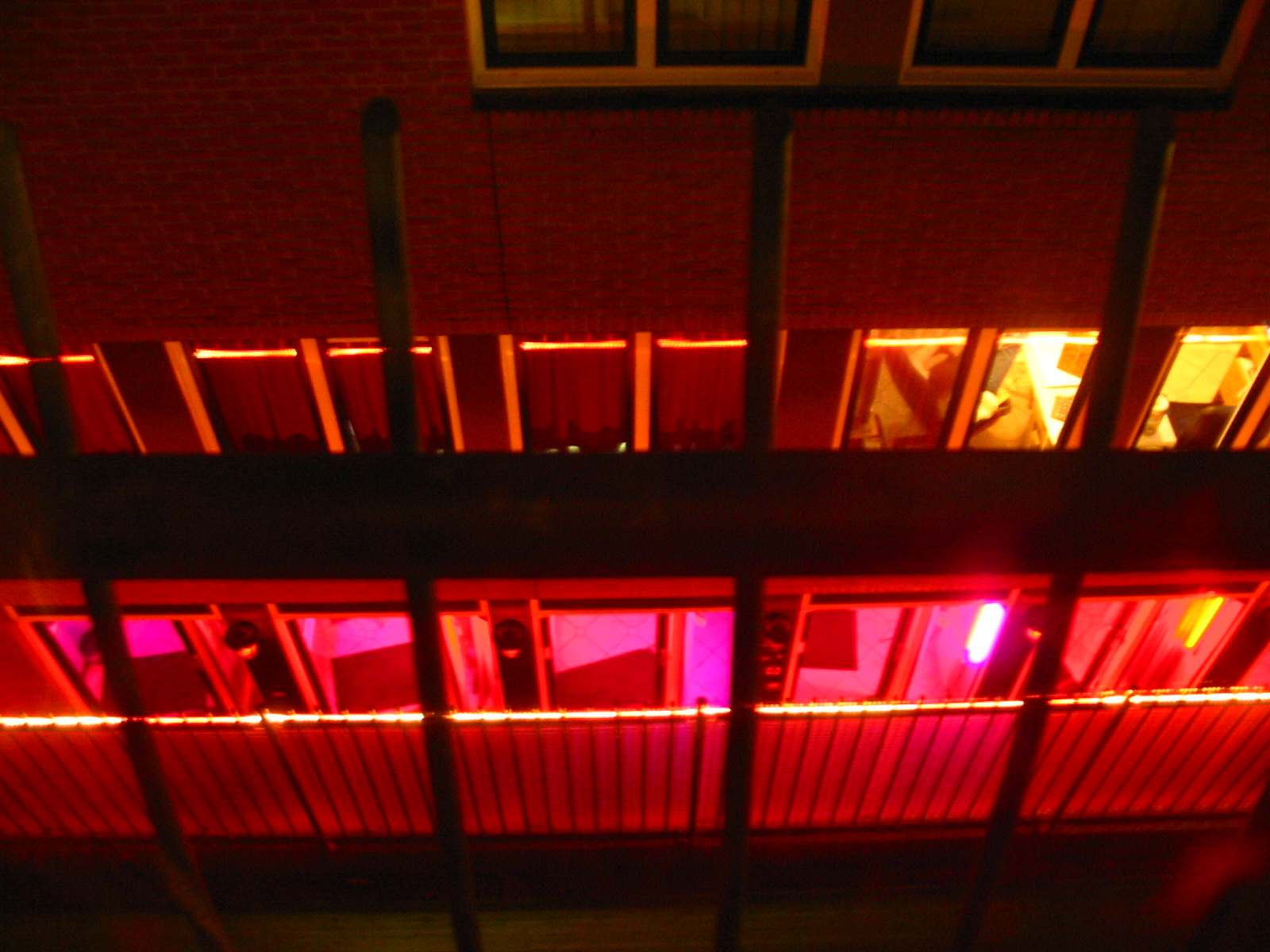
Khu đèn đỏ ở Amsterdam

Do cơ quan liên quan đến thuật ngữ này, "công việc tình dục" thường đề cập đến các giao dịch tình dục tự nguyện; do đó, thuật ngữ này không đề cập đến buôn bán người và các giao dịch tình dục bị ép buộc hoặc vô thức khác. Do tình trạng pháp lý của một số hình thức công việc tình dục và sự kỳ thị liên quan đến công việc tình dục, dân số rất khó tiếp cận; do đó, có rất ít nghiên cứu học thuật được thực hiện về chủ đề này. Hơn nữa, phần lớn các tài liệu học thuật về công việc tình dục tập trung vào mại dâm, và ở mức độ thấp hơn, vũ công thoát y; có rất ít nghiên cứu về các hình thức khác của công việc tình dục. Những phát hiện này không nhất thiết có thể được khái quát cho các hình thức khác của công việc tình dục. Tuy nhiên, có một lịch sử lâu dài về công việc tình dục và bản chất kinh tế và cá nhân của nó.